# Castries
Castries (pronunciado em inglês: [ˈkæstriːz] (escutarⓘ); pronunciado originalmente em francês: [kastri]) é um distrito da ilha de Santa Lúcia, bem como a capital do país.
Castries está localizado em uma planície aluvial e é realmente construído sobre terras recuperadas. Abriga a sede do governo e as sedes de muitas das empresas, tanto estrangeiras como locais. A cidade está em uma grade padrão semelhante a uma metrópole como Nova York, mas em muito menor escala. Tem um porto abrigado, que recebe navios de carga e barcos, bem como cruzeiros. Contém duty free shopping facilidades como Ponto Seraphine e La Place Carinage; inúmeros restaurantes que oferecem cardápios variados a partir de locais para chinês; supermercados e muitos outros shoppings. A cidade é bem servida por um sistema de ônibus e táxis serviço.
O principal correio de Santa Lúcia está localizado em Castries. Porque a maioria das partes do país não utilizam padrão endereços, e-mail é enviado para largamente PO caixas. Qualquer mensagem enviada uma cidade sem nome acaba no correio de Castries.
A cidade tem uma populaçao de 61.341 habitantes (2008) e IDH de 0,814.

## História
Castries foi fundada pelos franceses em 1650 como "Carenage" (significado ancoradouro seguro), então rebatizado em 1756 após Eugène Charles Gabriel de La Croix, marquês de Castries, comandante de uma força expedicionária francesa da Córsega desse ano. A solução anterior em todo o porto em Vigie, iniciado em 1651, foi abandonada após o devastador furacão de 1780. De 1803 a 1844 os britânicos fizeram a cidade um importante porto naval e fortificações construídas sobre Morne Fortune, a montanha que domina este importante porto. Em 1844, Castries tinha uma população de 4.000. Até ao final do século que se tinha tornado uma grande carvão estação, porque era o único porto do Caribe capaz de manter toda a marinha britânica.

## Turismo

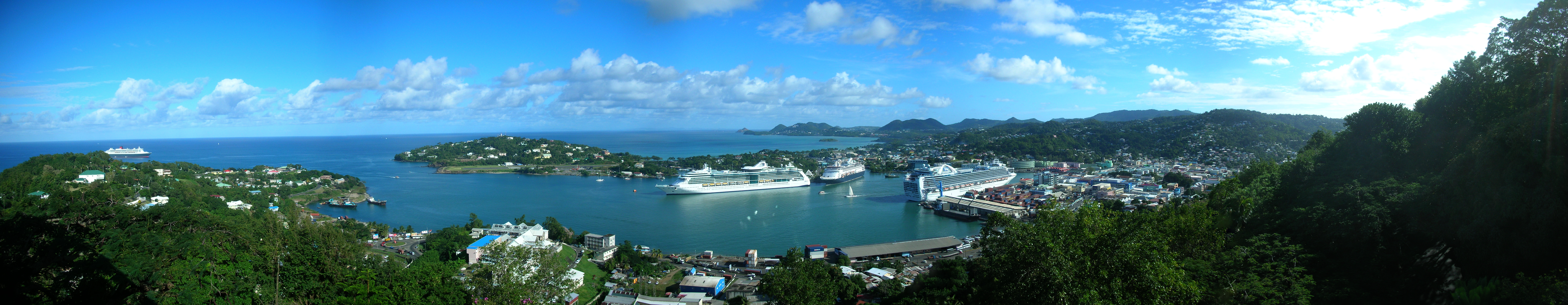
Panorama do porto de Castries

Uma das principais áreas turísticas de Santa Lúcia, Castries é um porto de escala de navios de cruzeiro. Navios de cruzeiro doca em Pointe Seraphine, ao norte do porto, que é também um duty free shopping center. Um serviço de táxi está facilmente disponível para levá-lo em excursões do resto do pais ou da cidade. Existe também um táxi aquático disponível para levá-lo ao restante da cidade. A maior concentração de hotéis, resorts e restaurantes, estão perto de Castries e as outras principais cidades da ilha, Gros Islet, Soufriere, e Rodney Bay. A cidade mantém três estâncias turísticas, e uma no aeroporto. Há também muitas lojas francesas dentro da própria cidade e de vários restaurantes e outros estabelecimentos.

## Transporte
Castries é servido pelo Aeroporto George FL Charles, também conhecido como Aeroporto Vigie. Os passageiros de voos já chegam ao Aeroporto Internacional Hewanorra, perto de Vieux-Fort. No entanto, a unidade entre Hewanorra e Castries pode demorar uma hora e meia. Helicóptero-serviço entre dois aeroportos encurta o tempo de viagem.

## Personalidades
- Derek Walcott (1930–2017), prémio Nobel da Literatura de 1992